# Oricon Singles Chart
A Oricon Singles Chart é uma parada musical referente aos singles mais vendidos no Japão, ela é publicada de forma diária, semanal, mensal e anual pela Oricon. As posições da tabela são baseadas nas vendas de singles em formato físico, pois a Oricon não inclui vendas por descarga digital, apesar de as vendas físicas no país diminuírem drasticamente na década de 2000. Sua publicação ocorre todas as terça feiras, através da revista Oricon Style e no website oficial da Oricon, pois todas as segundas feiras, os dados coletados eletronicamente são recebidos dos pontos de venda. 

## História
A empresa Original Confidence Inc., foi a responsável por originar a Oricon, ela foi fundada pelo ex-promotor da Snow Brand Milk Products, Soko Koike, em 1967. Em 2 de novembro do mesmo ano, a empresa começou a publicar uma tabela de singles de forma experimental, intitulada Sogo Geino Shijo Chosa (総合芸能市場調査, lit. "pesquisas totais do mercado de entretenimento"). A primeira canção a atingir a posição de número um na Oricon Singles Chart foi "Kitaguni no Futari (In a Lonesome City)" lançada em 15 de setembro por Jackey Yoshikawa and his Blue Comets. Mais tarde em 4 de janeiro de 1968, a tabela foi lançada de forma oficial.